# Северное (электродепо, Санкт-Петербург)
ТЧ-4 «Се́верное» (прежнее название — «Кали́нинское») — депо Петербургского метрополитена, расположено на Кировско-Выборгской линии, в Ленинградской области за станцией «Девяткино».

## История
Было открыто в начале 1979 года для обслуживания Невско-Василеостровской линии. При этом практиковались утренние рейсы от «Девяткино» до «Площади Восстания» и без пересадки по ССВ на «Маяковскую» и до «Приморской». В 1995 году после «размыва» между станциями «Лесная» и «Площадь Мужества» составы Невско-Василеостровской линии были переданы в ТЧ-5 «Невское». ТЧ-4 стало обслуживать только отрезанный участок Кировско-Выборгской линии между станциями «Девяткино» и «Площадь Мужества».
С 2008 года не является тяговым. Составы вместе с машинистами переданы в ТЧ-1 «Автово». Используется для ремонта ЭПС и отстоя составов ТЧ-1.

## Обслуживаемые линии
| Линия                         | Годы      |
| ----------------------------- | --------- |
| Невско-Василеостровская линия | 1979—1995 |
| Кировско-Выборгская линия     | 1995—2008 |
| Лахтинско-Правобережная линия | 1985—1986 |

## Подвижной состав

### Пассажирский подвижной состав
| Тип вагонов              | Годы        |
| ------------------------ | ----------- |
| 81-717/714               | 1980—2015   |
| 81-717.5/714.5           | 1988—2009   |
| Ема, Ем, Емх             | 1967—2020   |
| Ема-502, Ем-501, Емх-503 | 1971— н. в. |
| 81-725/726/727           | 2022— н. в. |

## Расположение
Несмотря на то, что ближайшая к депо станция метро «Девяткино» является наземной, после неё пути метро спускаются под землю, и, таким образом, портал депо проходит под землёй, а затем выходит на поверхность. Это сделано для того, чтобы пропустить железнодорожные пути.
Ранее в депо имелась соединительная ветвь с Октябрьской железной дорогой, но в 2006 году при реконструкции железнодорожных путей она была демонтирована. На данный момент на её месте осталась дорога, засыпанная гравием, и запертые ворота в депо. Однако в самом начале соединительной ветви были оставлены отпиленные рельсы — для обеспечения возможности восстановления ветви на случай крайней необходимости.

## Системаколлекторовпод депо
Система, состоящая из трёх длинных (до 300 м) и двух коротких коллекторов начинается ещё под ЖД перегоном Девяткино—Лаврики. Длина первого коллектора — примерно 50 метров. После небольшого разлива у проходной депо начинается ещё один коллектор, уже уходящий под депо. Решётка в этом коллекторе взломана, глубина воды как и везде — 15—20 см.
После очередного разлива, расположенного между заборами, начинается трёхочковая труба длиной около 10 м, по которой в полный рост уже не пройти. После небольшого промежутка начинается самый длинный коллектор, его сечение позволяет проехать легковому автомобилю. Он не прямой, поэтому другого конца не видно, на выходе небольшой водопад.

## Галерея
- Состав, въезжающий в депо
- Восточная территория депо